# Lesbians and Gays Support the Miners

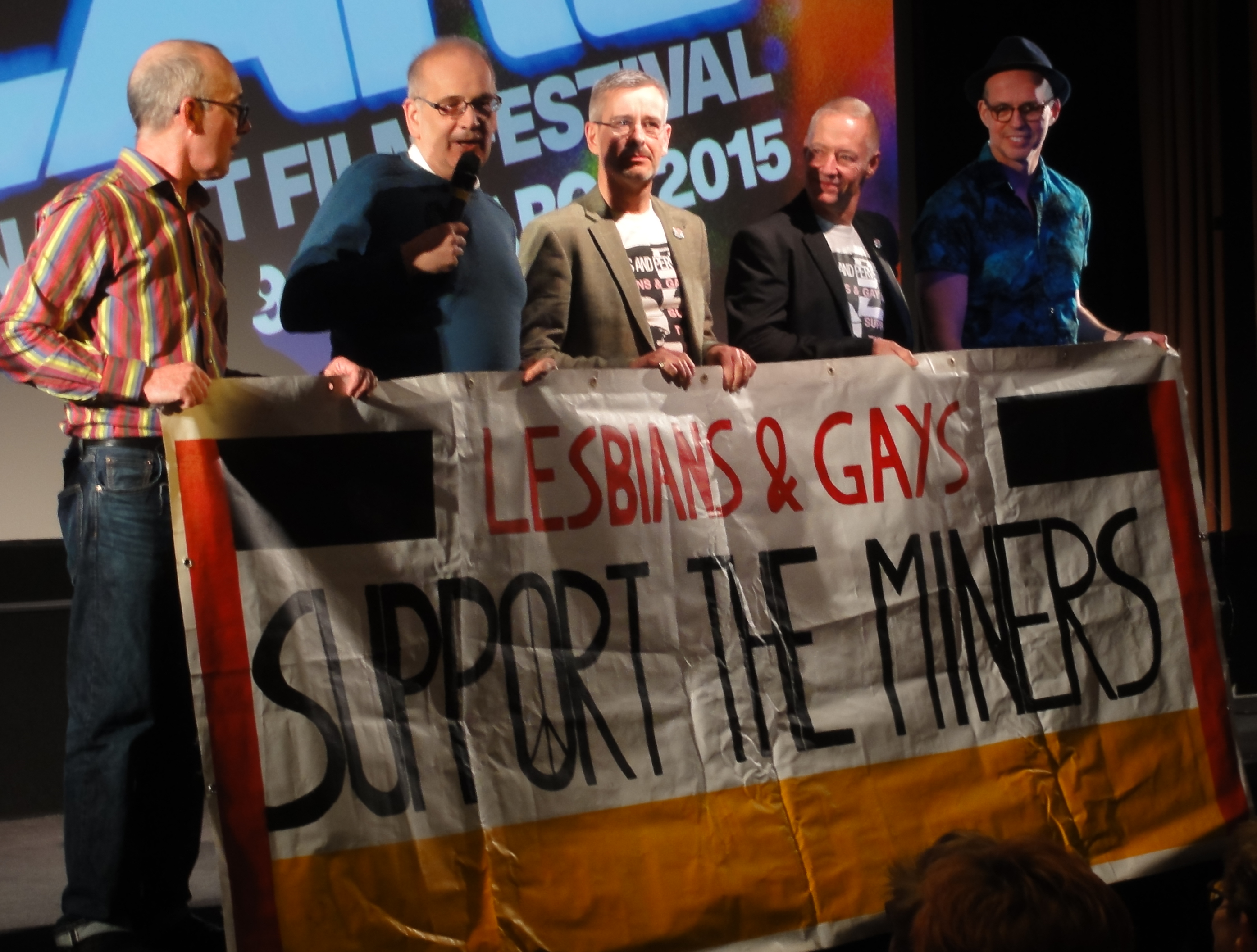
Члены LGSM в 2015 году

Lesbians and Gays Support the Miners (LGSM; с англ. — «Лесбиянки и геи в поддержку шахтёров») — объединение геев и лесбиянок, направленное на поддержку бастующих британских шахтёров во время их забастовки в 1984—1985 годах. Существовало одиннадцать групп по Великобритании, крупнейшей из которых была лондонская.

## История
Правительство Тэтчер секвестировало средства Национального союза горняков (англ. National Union of Mineworkers, NUM), что означало для поддерживавших их людей бессмысленность перечисления им средств. Вместо этого группы поддержки по всей Великобритании должны были налаживать непосредственные контакты с различными шахтёрскими сообществами в Англии, Шотландии и Уэльсе. Объединение «Lesbians and Gays Support the Miners» было создано членом Коммунистической партии Великобритании и ЛГБТ-активистом Марком Эштоном и его другом Майклом (Майком) Джексоном после того, как они собирали пожертвования шахтёрам на лондонском гей-прайде 1984 года. Лондонская группа LGSM, собиравшая средства в различных районах Лондона, включая книжный магазин Gay’s the Word (служивший их штаб-квартирой и местом регулярных собраний), наладила контакты с группами горняков в Вэйл-оф-Нит, Дулейс-Вэлли и Суонси-Вэлли. В ноябре 1984 от LGSM откололась отдельная группа «Лесбиянки против закрытия шахт».
Группа предоставляла помощь шахтам в Южном Уэльсе, так как её члены считали, что президент NUM Артур Скаргилл несправедливо непропорционально распределял пожертвования в пользу более боевых коллективов шахт в Кенте и Йоркшире.
К тому времени, как было собрано примерно 20 000 фунтов стерлингов для бастовавших семей, состоялись взаимные визиты. Крупнейшим мероприятием для сбора пожертвований стал концерт «Pits and Perverts» (с англ. — «Шахты и извращенцы»), который был организован группой в Electric Ballroom и на котором выступала группа Bronski Beat. Название концерта было взято из заголовка таблоидной газеты The Sun, задуманного как оскорбительный.
Союзничество, возникшее между ЛГБТ и рабочим движением, стало важным поворотным пунктом в борьбе за права ЛГБТ в Великобритании. Группы шахтёров начали поддерживать, одобрять и участвовать в различных прайдах по всей Великобритании; на конференции Лейбористской партии Великобритании в Борнмуте в 1985 году впервые была принята резолюция о поддержке партией прав ЛГБТ, в значительной степени благодаря голосам Национального союза горняков; группы шахтёров были одними из самых активных сторонников ЛГБТ-сообщества в кампании 1988 года против статьи 28.

## Память
Архив работы лондонской группы сохранён в Музее истории рабочего класса в Манчестере (Англия). Он состоит из протоколов еженедельных заседаний, корреспонденции, вырезок из прессы, публикаций, эмалированных значков, фотографий и баннеров.
Альянс лондонской группы с валлийской шахтёрской деревней отображён в фильме «Гордость», снятом в 2014 году Мэттью Уаркусом. Марка Эштона, главу кампании, играет Бен Шнетцер.